# Toto (Il mago di Oz)
Toto (reso in alcune traduzioni italiane come Totò) è un personaggio del celebre romanzo per ragazzi Il meraviglioso mago di Oz di L. Frank Baum.
Toto è il cagnolino nero, dal carattere vispo e irrequieto, a cui è tanto legata la piccola Dorothy Gale, la sua padroncina. L'animaletto vive con lei nella terra del Kansas, è il suo unico amico, l'unico in grado di farla ridere in quella landa così grigia. Sempre pronto a scappare, il cagnolino è la causa per la quale Dorothy non segue i propri zii nello scantinato durante l'arrivo di un ciclone, ed è dunque costretta a rimanere dentro la fattoria, che viene trascinata via, cadendo nel regno di Oz.
Accompagnerà la padroncina nel suo viaggio attraverso questo bizzarro mondo fantastico, incontrando durante il tragitto amici, come ad esempio lo spaventapasseri, l'uomo di latta e il leone codardo, ma anche terribili nemici, come i Kalidah, mostri metà orso e metà tigre. Cade anche lui vittima della maledizione del campo di papaveri, come la padroncina e il leone codardo. Viene salvato grazie all'intervento dell'uomo di latta e dello spaventapasseri che riusciranno nell'intento per merito della strega del nord che annulla l'incantesimo della malvagia strega dell'ovest. 
Nella foresta oscura viene catturato, insieme a Dorothy, dalle scimmie volanti e condotto in presenza della malvagia Strega dell'Ovest. Durante la schiavitù presso la magica megera, tenta di liberarsi mordendola ma scopre che questa non soffre il dolore perché non ha sangue nelle vene. Tornati nella città di smeraldo dopo la sconfitta della strega, Totò dovrebbe partire nella mongolfiera con il mago di Oz, se non fosse però che, deciso a inseguire un gatto, scende da essa, facendosi seguire dalla padroncina, perdendo così questa occasione. Il pallone aerostatico infatti vola via, sparendo nel nulla.
Segue la padroncina durante il suo terzo viaggio verso le terre del Sud, per chiedere alla buona strega Glinda di tornare nel Kansas. Dorothy scoprirà da quest'ultima che sono proprio le scarpette d'argento, che ha portato sin dal principio del viaggio, a permetterle di tornare indietro, col piccolo Toto, e poter così riabbracciare i suoi amati zii.